# 大友直人
大友 直人（おおとも なおと、1958年5月19日 - ）は、日本の指揮者。梶本音楽事務所所属。

## 来歴
東京都豊島区出身。一般家庭に育つ。東京学芸大学附属竹早小学校、東京学芸大学附属竹早中学校、桐朋女子高等学校音楽科（男女共学）、桐朋学園大学音楽学部卒業。
桐朋学園で指揮・作曲・ピアノ・コントラバスを学ぶ。桐朋学園大学2年生よりNHK交響楽団指揮研究生となり4年生の時にN響デビュー。大学卒業後はN響副指揮者に就任。
指揮法を齋藤秀雄、小澤征爾、秋山和慶、尾高忠明、岡部守弘らに学ぶ。
1982年、早稲田大学交響楽団の西ドイツ(当時)演奏旅行で指揮者を務め、ベルリンのフィルハーモニーザールなど15都市で公演。
1986年より1988年まで日本フィルハーモニー交響楽団正指揮者。
1991年より東京交響楽団正指揮者、2004年より同楽団常任指揮者。東京芸術劇場では「大友直人プロデュースによるコンサート」を展開し、様々なソリストと共演する。
1995年、京都市交響楽団正指揮者に就任。1996年より同楽団首席指揮者、2001年より常任指揮者に就任し、2004年からはアーティスティック・アドヴァイザーを兼任。2008年に常任指揮者を辞し、同楽団初となる桂冠指揮者の称号を得る。
2000年春、琉球交響楽団ミュージック・アドヴァイザーに就任。2001年3月に同楽団設立コンサートを指揮し、以来、琉響とは度々共演している。2000年、渡邉暁雄音楽基金音楽賞受賞。
2001年より、アラン・ギルバートとともに国際教育音楽祭「ミュージック･マスターズ･コースinかずさ」にて創設芸術監督を務め、以降毎年、同音楽祭を開催している。
2004年から2012年まで東京文化会館音楽監督（初代）を務めた。
2005年5月、ムスティスラフ・ロストロポーヴィチと共に「1000人のチェロ・コンサート」の指揮を担当。
2008年9月、第7回斎藤秀雄メモリアル基金賞受賞。
2013年から2019年まで群馬交響楽団音楽監督を務めた。
2020年から高崎芸術劇場芸術監督に就任。著書「クラシックへの挑戦状」を上梓。
京都市立芸術大学客員教授に就任。
海外公演ではコロラド交響楽団、インディアナポリス交響楽団、ロイヤル・ストックホルム・フィルハーモニー管弦楽団、フィルハーモニア管弦楽団、ハワイ交響楽団などのオーケストラと共演している。
桐朋学園大学同窓会副会長。
その他、新宗教ワールドメイト教祖の深見東州が設立した世界芸術文化振興協会と東京芸術財団の理事を務める。

## レパートリー
レパートリーは古典音楽から現代音楽、ポップ・ミュージック、映画音楽、アニメソングと幅広く、とりわけエドワード・エルガーやグスターヴ・ホルスト、ヴォーン＝ウィリアムズなど英国音楽や、三枝成彰や千住明、冨田勲、黛敏郎など邦人作曲家の作品の紹介に力を注いでいる。また、いわゆる佐村河内守の交響曲第1番"HIROSHIMA"もレコーディングしており、ゴースト・ライター問題が発覚するまではコンサートで採り上げるなどしていた。
NHK交響楽団との共演も多く、大河ドラマのテーマ曲の指揮も数多く担当している（『太平記』『炎立つ』『花の乱』『秀吉』）。
ポピュラー・ミュージシャンでは加山雄三、JUJU、谷村新司、玉置浩二、藤井フミヤなどと共演している。
オペラの演奏にも積極的であり、雅楽など邦楽演奏家との共演多数。

## 出演番組
- サンデーリクエストアワー（NHK-FM、1985年4月7日 - 1989年4月2日）
- サンデークラシックリクエスト（NHK-FM、1989年4月9日 - 1990年4月1日）
- サタデークラシックリクエスト（NHK-FM、1990年4月7日 - 1991年）

## 関連文献
- 安部美香子：現代の肖像「指揮者 大友直人」、週刊AERA(朝日新聞社)、2018年6月4日号、No.24、48-53頁。